# Federazione Italiana Grappling Mixed Martial Arts
La Federazione Italiana Grappling Mixed Martial Arts (FIGMMA) è stata la prima Federazione sportiva italiana che ha gestito e sviluppato in Italia gli sport delle Mixed Martial Arts (MMA), del Brazilian jiu-jitsu e del Grappling.
La FIGMMA era riconosciuta dalla FIJLKAM e dalla FIWUK del CONI.
A livello internazionale era affiliata e riconosciuta dalle Federazioni Internazionali: IMMAF (per le MMA), United World Wrestling (per il Grappling) e SJJIF (per il Brazilian jiu-jitsu).

## Storia
Nasce come Federazione Italiana Grappling (FIGR) il 3 aprile 2009 fondata da Saverio Longo e Vito Paolillo.
Nel 2010 cambia denominazione in Federazione Italiana Grappling Mixed Martial Arts (FIGMMA).
Nel 2022 il Settore Brazilian jiu-jitsu della FIGMMA confluisce in BJJ ITALIA, il Settore MMA confluisce nella FEDERKOMBAT e il Settore Grappling confluisce nella FIJLKAM.

## Settori
- Grappling
- Brazilian jiu-jitsu
- Mixed Martial Arts (MMA)